# Carol Cleveland
Carol Cleveland (Londres, 13 de enero de 1942) es una actriz y cómica británica, principalmente conocida por ser la única intérprete femenina con un papel significativo en la serie de televisión Monty Python's Flying Circus.

## Primeros años
Nació en Londres, pero se mudó a una edad temprana a los Estados Unidos con su madre y su padrastro, miembro de la Fuerza Aérea Estadounidense. Creció en Filadelfia, Pensilvania; San Antonio, Texas; y posteriormente en Pasadena, California, donde asistió al John Marshall Junior High School y al Pasadena High School. Es una antigua Miss California Navy y apareció como Miss Reina Adolescente en la  revista MAD con tan solo 15 años.

Cleveland regresó con su familia a Londres en 1960, y estudió en la Royal Academy of Dramatic Art.

## Trayectoria profesional
Actriz de teatro que había aparecido como extra en Los persuasores y en otros programas y series de televisión, empezó a figurar en producciones cómicas de la BBC, entre ellas The Two Ronnies, Morecambe and Wise y Spike Milligan.
Esto atrajo la atención del equipo de producción de Monty Python's Flying Circus. Cleveland actuó en 30 de los 45 episodios de la serie. A veces llamada la "otra Python" o la "séptima Python", solía interpretar el arquetipo de rubia explosiva. Las notas de dirección de su primer sketch la describen como "moza rubia pechugona en plena flor de la femineidad". Los otros Python la llamaban en privado "Carol Escote", pero ella se refería a sí misma como un "gancho glamuroso". Cleveland actuó en las cuatro películas de los Monty Python incluyendo el doble papel de Zoot y Dingo, las gemelas líderes de las doncellas del Castillo Ántrax, en Los Caballeros de la Mesa Cuadrada. Su madre, Pat, apareció en las series de Monty Python en diversas ocasiones, una de ellas como un paciente siquiátrico que tenía un hacha clavada en la cabeza.
Fue elegida en tercer lugar de las "100 artistas más bellas" en la revista Splendour en 1972.
En 1986 interpretó a una periodista televisiva americana en el episodio El milagro de Peckham en la serie Only Fools and Horses. En 1995, Clevelan tuvo un pequeño cameo en un sketch de Fist of Fun, programa cómico de la BBC interpretado por Stewart Lee y Richard Herring. Durante una entrevista en la radio en Birmingham para promocionar la gira británica de la obra Dirty Linen and New Foundland de Tom Stoppard a principios de 1980, Carol explicó un incidente  en el ensayo de vestuario muy embarazoso. En una escena tenía que subir a una mesa y quitarse la falda. Solo cuando se hizo el silencio entre sus compañeros de reparto se dio cuenta ella de que aquella mañana había olvidado ponerse ropa interior.
Carol ahora tiene su propio espectáculo "Carol Reveals All" (Carol lo muestra todo). En 2010 apareció en un anuncio de la bebida Pimm's.

## Vida privada
Carol Cleveland estuvo casada con Peter Brent desde 1971 hasta 1983.

## Filmografía Selecta
- Strictly for the Birds (1963)
- The Pleasure Girls (1965)
- La condesa de Hong Kong (1967)
- Mister Ten Per Cent (1967)
- Los pecados de la señora Blossom (1968)
- The Adding Machine (1969)
- Luna cero dos (1969)
- Se armó la gorda (1971)
- Monty Python y los caballeros de la mesa cuadrada (1975)
- La vida de Brian (1979)
- El sentido de la vida (1983)